# Třesice (Kosičky)
Třesice jsou zaniklá vesnice, která stávala v katastrálních územích Kosice a Kosičky. Nalézala se u hráze Třesického rybníka. V katastrálním území Kosice stojí dům čp. 33 a další tři domy jsou v katastrálním území Kosičky na katastru Obce Kosičky.

## Historie
V písemných pramenech se Třesice připomínají poprvé k roku 1397. Vesnice stála ještě roku 1571, kdy je zaznamenáno v chlumeckém urbáři, že v ní jsou tři usedlosti. Zanikla pravděpodobně za třicetileté války neboť chlumecký urbář z roku 1670 ji označuje jako ves pustou.
Jméno obce se přeneslo na pozdější hospodářský dvůr, který byl vystavěn asi 400 metrů západně při dnešní silnici z Kosiček do Káranic. Na jeho místě se v dnešní době nalézá areál bývalého státního statku včetně čtyř obytných domů.